# Get Loose Open Air
Pour les articles homonymes, voir Open Air.
Tournées par Nelly Furtado
Get Loose Tour  (2007)
Get Loose Open Air est une mini-tournée de la chanteuse luso-canadienne Nelly Furtado pour soutenir son troisième album studio Loose. 

## Informations
Cette tournée est composée d'une série de 8 concerts qui se déroule en Europe de l'Est, dans des pays où sa tournée Get Loose Tour n'était pas encore passée comme l'Ukraine, la Russie, la Roumanie et repasse également en Allemagne où il y a eu une grand succès puisqu'elle avait déjà donné 7 concerts et aux Pays-Bas, plus précisément à Amsterdam où elle avait donné 2 concerts les 13 et 14 mars 2007.
Cette mini-tournée débute le 4 juillet 2008 à Amsterdam aux Pays-Bas et se termine le 15 juillet 2008 à Kiev en  Ukraine. Pour cette nouvelle tournée, il y a une nouvelle Set List, une nouvelle scène, et de nouvelle tenues. 
Get Loose Open Air : le nom de cette tournée est semblable à celui de la précédente. Cependant, puisqu'il s'agit d'une tournée où tous les concerts sont à l'air libre devant des milliers de fans, on y a rajouté Open Air.

## Première partie
- Dima Bilan (Russie)

## Dates de la tournée
| Europe          |           |           |                           |
| Date            | Ville     | Pays      | Lieu                      |
| 4 juillet 2008  | Amsterdam | Pays-Bas  | Westerpark                |
| 6 juillet 2008  | Bucarest  | Roumanie  | Romexpo                   |
| 8 juillet 2008  | Munich    | Allemagne | Olympia Reitanlage        |
| 9 juillet 2008  | Wiesbaden | Allemagne | Bowlinggreen              |
| 10 juillet 2008 | Dresde    | Allemagne | Elbufer                   |
| 12 juillet 2008 | Poznań    | Pologne   | Malta                     |
| 13 juillet 2008 | Moscou    | Russie    | СК Олимпийский            |
| 15 juillet 2008 | Kiev      | Ukraine   | International Expo Centre |